# Nazca-Kultur

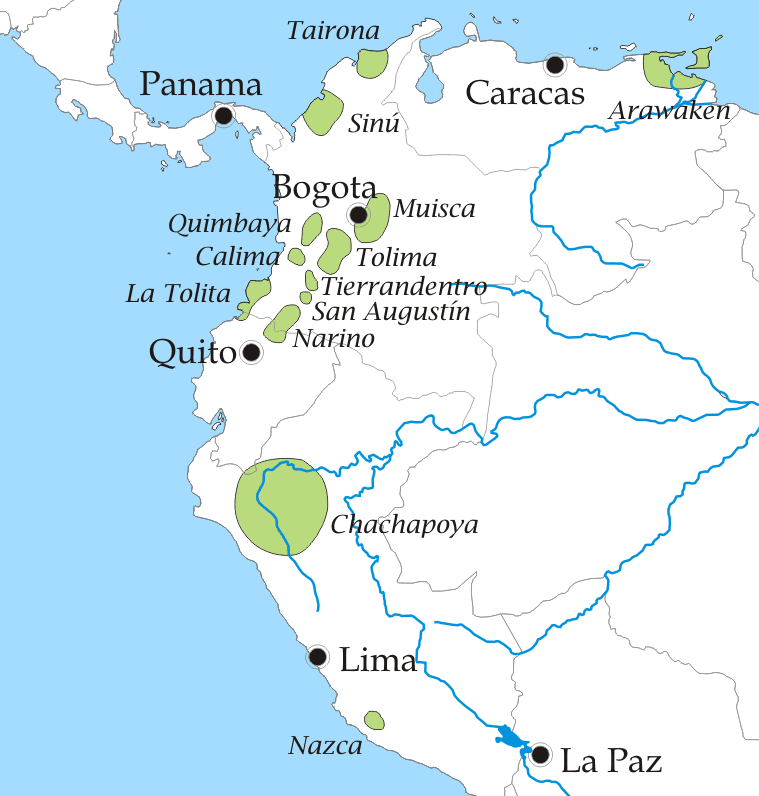
Vorkolumbische Kulturen in Südamerika

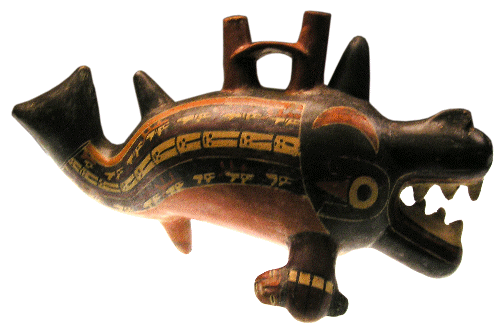
Töpferei aus der Nazca-Kultur

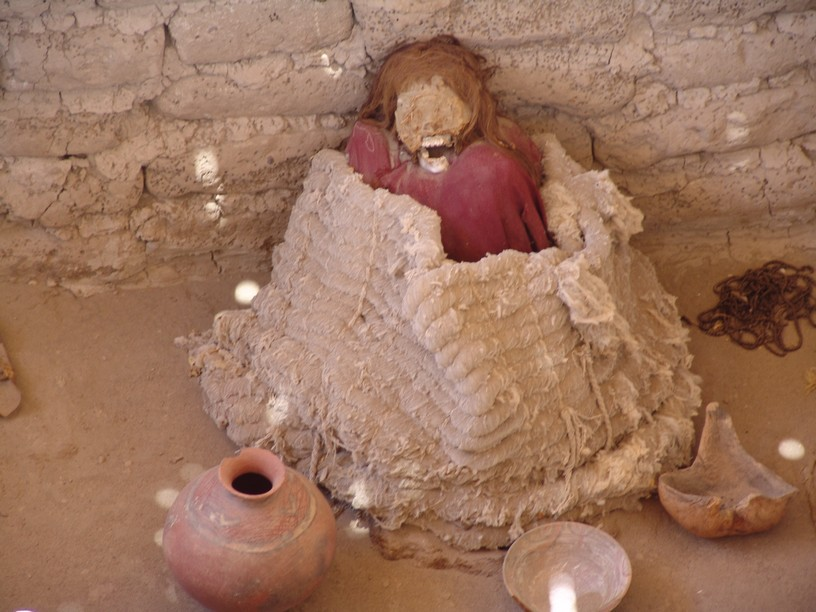
Das Grab einer Stammesangehörigen

Die Nazca-Kultur stellt eine untergegangene indigene Kultur in Peru dar. Benannt ist diese Kultur nach der südperuanischen Stadt Nazca (auch Nasca). Die Nazca-Kultur sind die vermuteten Erschaffer der Nazca-Linien.
Ihre Zentren besaß die Kultur in den Flussoasen des Río Gránde in der Küstenwüste am Pazifik. Sie entwickelte sich zwischen 200 v. Chr. und 600 n. Chr. unter extremen klimatischen Bedingungen: In einer der trockensten Gegenden der Erde fällt oft jahrzehntelang kein Regen. Im Winter dehnen sich die Nebelbänke des Ozeans hingegen bis ins Landesinnere aus und sorgen dort für so viel Feuchtigkeit, dass sich sogar Pflanzen entwickeln.
Die Nazca-Kultur wurde maßgeblich durch die vorhergehende Paracas-Kultur beeinflusst. In der Spätphase der Nazca-Kultur (7. und 8. Jahrhundert) finden sich dominierende Einflüsse der Wari-Kultur.
Die Siedlungen der Nazca bestanden aus leichten Holz- und Schilfbauten. Massivere Bauten aus getrockneten Lehm-Schilfziegeln (Adobe) wurden fast ausschließlich in der untergegangenen Stadt Cahuáchi im Nazcatal gefunden.
Das Volk von Nazca war kein zentral verwaltetes Reich, sondern setzte sich aus mehreren kleinen Stämmen zusammen. Sie betrieben Ackerbau und bewässerten ihre Felder über ein künstliches unterirdisches Kanalsystem. Zur Versorgung pflanzten sie Bohnen, Kartoffeln, Kürbisse, Maniok, Avocados, Erdnüsse und Chili an. Baumwolle, Schilfrohr und Binsen lieferten das Grundmaterial für das alltägliche Leben. Sie verwendeten bereits Netze für den Fischfang und jagten auch Robben. Die Nazca verstanden sich auf das Weben und stellten dünnwandige Keramikarbeiten her, die sie mit leuchtenden Farben mit Szenen aus dem Alltag verzierten.
Eine längliche Kopfform (Langschädel) galt bei den Nazca als Schönheitsideal. Bereits den Säuglingen wurden Bretter vor die Stirn gebunden, um während des Wachstums den Schädel zu deformieren. Man kannte auch Trepanationen. Viele der Operierten überlebten den Eingriff relativ lange. Tote wurden in prachtvolle Tücher gewickelt und in sitzender Stellung im trockenen Wüstenboden begraben. Die extreme Trockenheit mumifizierte die Toten. Teilweise sind sie noch heute gut erhalten. Plünderer zerstörten viele dieser Gräber.
Auf der Hochebene zwischen dem Pazifik und den Anden schufen die Nazca riesige Figuren, die Nazca-Linien (auch Nasca-Linien), die sie in die Geröllwüste scharrten (sog. Scharrbilder).